# Zosteropoda elevata
Zosteropoda elevata är en fjärilsart som beskrevs av Max Wilhelm Karl Draudt 1924. Zosteropoda elevata ingår i släktet Zosteropoda och familjen nattflyn. Inga underarter finns listade i Catalogue of Life.